# Французька колоніальна імперія
Французька колоніальна імперія (фр. L’Empire colonial français) складалася із заморських колоній, протекторатів і підмандатних територій, які перебували під владою Франції з XVI століття.
Зазвичай розрізняють «Першу французьку колоніальну імперію», яка існувала до 1814 року, до того часу більшу частину її було втрачено або продано, і «Другу французьку колоніальну імперію», яка почалася із завоювання Алжиру в 1830 році.
За часів розквіту, між двома світовими війнами, Друга французька колоніальна імперія була другою за величиною колоніальною імперією у світі після Британської імперії.

Франція почала створювати колонії в Північній Америці, Карибському басейні та Індії в XVII столітті, але втратила більшу частину своїх володінь після поразки в Семирічній війні.
Північноамериканські володіння були втрачені на користь Великої Британії та Іспанії, але пізніше Іспанія повернула Луїзіану (Нову Францію) Франції в 1800 році.
Потім цю територію було продано Сполученим Штатам у 1803 році.
Франція відновила колоніальну політику в основному після 1850 року, зосередившись головним чином в Африці, а також в Індокитаї та південній частині Тихого океану.
Розвиваючись, нова Французька імперія взяла на себе роль торгівлі з метрополією, постачання сировини та закупівля готових виробів.
Відбудова імперії відновила престиж Франції, особливо щодо міжнародної влади та поширення французької мови та католицизму .
Колоніальна імперія також забезпечувала живою силою у світових війнах.

Головною метою була Mission civilisatrice або «цивілізаційна місія».

У 1884 році провідний прихильник колоніалізму Жуль Феррі заявив: «Вищі раси мають право на нижчі раси, вони зобов'язані цивілізувати нижчі раси».
Були запропоновані повні права громадянства — асиміляція, хоча насправді «асиміляція завжди відступала [і] колоніальне населення розглядалося як піддані, а не як громадяни».

Франція відправила невелику кількість поселенців до своєї імперії, за помітним винятком Алжиру, де французькі поселенці взяли владу, хоча були меншістю.

Під час Другої світової війни Шарль де Голль і Вільна Франція взяли під контроль заморські колонії та використовували їх як бази, з яких вони готувалися до звільнення Франції.
Історик Тоні Чафер стверджує: «Намагаючись відновити свій статус світової держави після приниження поразки й окупації, Франція прагнула зберегти свою заморську імперію наприкінці Другої світової війни».

Однак після 1945 року антиколоніальні рухи почали кидати виклик європейському колоніалізму.
Великі повстання в Індокитаї та Алжирі виявилися дуже дорогими, і Франція втратила обидві колонії.
Після цих конфліктів відбулася відносно мирна деколонізація.
Згідно Конституції Франції від 27 жовтня 1946 р. (Четверта республіка) було засновано Французький Союз, який проіснував до 1958 р.
Нові залишки колоніальної імперії були інтегровані до Франції як заморські департаменти та території у складі Французької Республіки.
На початок 2020-х їх площа становила 119 394 км², населення — 2,8 млн осіб.
До 1960-х років, за словами Роберта Олдріча, останні «залишки імперії мало цікавили французів».
Він стверджує: «Однак, за винятком кривавої деколонізації Алжиру, дивовижним є те, наскільки мало довготривалих наслідків для Франції спричинила відмова від імперії».

Зв'язки між Францією та її колишніми колоніями зберігаються через La francophonie, франк КФА та військові операції, такі як операція «Сервал».

## Історія
Згідно з Робертом Олдрічем, основні напрямки французького колоніалізму з XVII століття до 2000 року:
- Колоніальна експансія: імперські амбіції Франції призвели до створення колоній по всьому світу. Починаючи з XVII століття, французькі колонії були засновані в Північній Америці (Нова Франція), Карибському басейні (Гаїті), Африці (Сенегал, Алжир і Мадагаскар) і Південно-Східній Азії (Індокитай).[10]
- Війни: Французька імперія брала участь у численних війнах та конфліктах як в Європі, так і в її колоніях. Це Франко-голландська війна, Семирічна війна, Французькі революційні війни, Наполеонівські війни, Перша світова війна та Друга світова війна. Колонії забезпечили значну кількість людського ресурсу в Першій світовій війні та були головною ареною для Франції у Другій світовій війні. Поразка від Британії в Семирічній війні 1760-х років призвела до втрати більшості володінь у Північній Америці та Індії.[11]
- Рабство: Французька імперія брала участь у трансатлантичній работоргівлі, зокрема в Карибському басейні. Під тиском аболіціоністської Великої Британії відновлений Людовик XVIII неохоче погодився за Паризьким договором 1815 року про скасування работоргівлі французькими підданими та боротьбу з нею.[12] Під впливом ідеалів Французької революції Франція скасувала рабство у своїх колоніях в 1794 році. Однак Наполеон відновив його в 1802 році, і лише в 1848 році рабство було остаточно скасовано.[13][14]
- Деколонізація. У середині XX століття відбулась деколонізація, і Французька імперія не була винятком. Після Другої світової війни всі французькі колонії прагнули незалежності, що призвело до кінця французького панування, особливо з кровопролиттям Алжирі та В'єтнамі. Проте Західна Африка звільнилась без застосування зброї, і вплив Франції у цьому регіоні все ще сильний.[15]
- Культурний та інтелектуальний вплив: Французька імперія відіграла значну роль у поширенні французької мови, культури та ідей у своїх колоніях. Французька мова стала глобальною мовою дипломатії та інтелектуального обміну, а французька література, мистецтво та філософія вплинули на інтелектуальні та культурні рухи як в імперії, так і за її межами.[16]
- Велику роль у підтримці імперії відіграла римо-католицька церква. Вона посилала місіонерів, священиків і черниць; фінансувала та будувала церкви, школи та лікарні.[17]
- Спадщина та постколоніальні відносини: Спадщина Французької імперії продовжує формувати відносини Франції з її колишніми колоніями. Постколоніальні відносини, дискусії про пам'ять, реституцію культурних артефактів і поточні дебати про вплив колоніалізму залишаються важливими проблемами сучасного французького суспільства.[18] Негативні наслідки для колишніх колоній — внутрішня нестабільність, відсутність економічної різноманітності, залежність від допомоги та втрата культурних цінностей.[19][20]

## Перша французька колоніальна імперія
Перші експедиції французьких дослідників до Північної Америки відбулися на початку XVI століття, Джованні да Верраццано (1524 р.), флорентійця на службі Франції та Жак Картьє (1534 — 1535 рр.), а також часті плавання французьких рибалок до Ньюфаундленду, можна розглядати як перші прояви наступної французької колоніальної експансії. Проте, Іспанія, яка намагалася зберегти свою монополію в Америці, прикладала великих зусиль задля протидії створення французьких колоній. Спалах релігійних війн у другій половині XVI століття у Франції також не додав ефективності діям за межами країни. Перша спроба заснувати колонію в Ріо-де-Жанейро і Флориді не вдалася через іспанську та португальську пильність.
Історія французької колоніальної імперії починається з 27 липня 1605 р., коли було засновано Порт Роял в колонії Акадія в Північній Америці — наразі Канада, Нова Шотландія. Кілька років пізніше, у 1608 році, Самюель де Шамплен засновує місто Квебек, яке стало столицею великої, але малонаселеної колонії Нова Франція, також відому, як Канада. Після укладення угод з численними індіанськими племенами, Франція взяла під свій контроль більшу частину материка Північна Америка. Тим не менш, французькі поселенці, як правило, обмежували свої поселення долиною річки Святого Лаврентія. Не дуже розвинені економічно і несприятлива французька імміграційна політика призвели до переходу французьких територій під владу англійських колоній, які були більш заселеними і економічно розвиненими. Акадія перейшла під владу Англії в 1713 р. за Утрехтським миром.
У 1699 р. Франція поширила свої володіння після створення в гирлі Міссісіпі Луїзіани. Ця колонія охоплювала все сточище річки, але під фактичним контролем був лише єдиний регіон на узбережжі в районі міст Мобіл і Новий Орлеан (заснований у 1718 р.).
З розвитком колоній в Північній Америці, Франція спрямувала колоніальну експансію у Вест-Індію. Заснування поселень уздовж узбережжя Південної Америки в сучасній Французькій Гвіані почалася в 1624 році. У 1628 р. Франція створила колонію на Сент-Кіттс (до Утрехтського миру британська колонія). Французька компанія американських островів (фр. Compagnie des Iles de l'Amerique) заснувала колонії Гваделупа і Мартиніка в 1635 р., і 1650 р.— Сент-Люсія. Найважливіша колонія в регіоні, проте, була заснована в 1664 р. в західній частині іспанського острова Еспаньйола — Сан-Домінго, яка у XVIII ст. стала найбагатшою колонією в Карибському басейні через експорт цукру з цукрової тростини .
Французька колоніальна експансія не обмежувалася Новим Світом. У Сенегалі, в Західній Африці, французи у 1624 заснували на узбережжі торгові пости. У 1664 створена Французька Ост-Індійська компанія, яка мала конкурувати в торгівлі зі Сходом. Колонії були створені на узбережжі Індії: Чанданнаґар в Бенгалії (1674), Пудучеррі (1674), трохи пізніше Янам (1723), Махе (1725) і Караїкал (1739). Колонії були також засновані в Індійському океані: Іль-де Бурбон (1664, наразі Реюньйон), Іль Рояль (1718, наразі Маврикій) і на Сейшельських Островах (1756).

## Колоніальний конфлікт із Великою Британією (1744—1815)
У середині XVIII ст. після закінчення союзу Франції з Великою Британією на основі балансу впливу цих двох держав у Європі та світі, що тривав із 1714 до 1731 року, Франція здійснила низку колоніальних конфліктів з Англією, які в кінцевому підсумку призвели до створення Першої французької колоніальної імперії. Це: війна за австрійську спадщину (1744 — 1748 рр.), Семирічна війна (1756 — 1763 рр.), Війна за незалежність США (1778 — 1783 рр.), французькі революційні війни (1793—1802 р..) і наполеонівські війни (1803-14 i 1815 р.).
Війна за австрійську спадщину, незважаючи на деякі успіхи в Індії під керівництвом генерал-губернатора Жозеф Франсуа Дюпле, не привела до значних втрат або прибутку Франції. Семирічна війна, призвела до втрати Нової Франції на користь Великої Британії (друга назва Британська Північна Америка, за винятком Луїзіани, якою Франція поступилася Іспанії як оплатою за несвоєчасний вхід Іспанії у війну (і як компенсацією за анексію Великою Британією Іспанської Флориди). Залишалася за Францією Мартиніка і Гваделупа, Франція також втратила на користь Великої Британії п'ять торгових постів на узбережжі Індії.
Додаткові переваги, проте, призвели до вступу Франції в американську війну за незалежність у 13 бунтівних британських колоній у Північній Америці. Відповідно до Паризького договору 1783, Франція відновлюється і отримає Сент-Люсію, Тринідад і Тобаго і Сенегал. Але це було набагато менше, ніж очікувала отримати Франція за участь у війні.
Найбільший збиток для французької колоніальної імперії завдало повстання рабів в 1791 році в колонії Сан-Домінго, багата французька колонія через імпульс, який надала французька революція, що перетворився у національно-визвольну боротьбу. Раби, на чолі з Туссен Лувертюр успішно протистояли французьким, іспанським і англійським військам на острові — в 1804 р. проголошено незалежність Гаїті. У той же час британці знову захопили практично всі французькі колонії. Після Ам'єнського миру в 1802 р. суверенітет Франції було відновлено в деяких з них, але коли війна відновилася в 1803 р. британці захопили їх знову. Повернена у 1800 р., Луїзіана була продана через три роки, Сполученим Штатам (Купівля Луїзіани). Крім того, спроба встановити колонію в Єгипті в період 1798 — 1801 рр. зазнала невдачі.

## Друга французька колоніальна імперія
Після закінчення наполеонівських війн, частина колоній захоплених Великою Британією були повернуті Франції, зокрема, Гваделупа та Мартиніка у Вест-Індії, Французька Гвіана на узбережжі Південної Америки, торгові пости у Сенегалі, Бурбон Іль (Реюньйон) у Індійському океані, і крихітні французькі володіння в Індії, хоча Велика Британія, нарешті, надбала Сент-Люсія, Тобаго, Сейшельські острови, Іль де Франс (Маврикій).
Справжнім початком другої французької колоніальної імперії, проте, було французьке вторгнення в Алжир в 1830 році, який був завойований протягом наступних 17 років. Під час Другої імперії на чолі з Наполеоном III, була зроблена спроба встановити протекторат колоніального типу в Мексиці, але спроба була невдала, і французи були змушені відмовитися від експерименту після закінчення Громадянської війни в США, коли американський президент, Ендрю Джонсон, запровадив доктрину Монро. Французька інтервенція в Мексику тривала в 1861 — 1867 рр. У Південно-Східній Азії Наполеон III також встановив контроль над французькою Кохінхіною (південна частина сучасного В'єтнаму, включаючи Сайгон) у 1867 і 1874 роках, а також протекторат над Камбоджею в 1863 році. Крім того Франція після низки військових сутичок розширила свою сферу впливу в ХІХ столітті і на початку ХХ століття на півдні Китаю, у тому числі військово-морська база в Гуанчжоу
І тільки після франко-пруської війни 1870—1871 рр. та заснування Третьої республіки (1871—1940 рр), відбулася значна експансія другої французької колоніальної імперії. Зі своєї бази у Кохінхіна, французи захопили Тонкін (наразі північний В'єтнам) і Аннам (наразі центральний В'єтнам) у 1884—1885 рр. Вони разом з Камбоджею та Кохінхіною, утворюють Французький Індокитай в 1887 р.(Лаос було приєднано в 1893 р., і Кванг-Чжоу-Ван в 1900 р.). У 1849 р. була створена французька концесія в Шанхаї, яка діяла до 1946 року.
У Китаї французи орендували Кванг-Чжоу-Ван (у 1898 р.), і мали анклави у Шанхаї, Гуанчжоу і Ханчжоу. Цьому передували перемоги адмірала Курбе.
Вплив був також розширений у Північній Африці, встановлено протекторат у Тунісі в 1881 р. (Бардо договір). Поступово, французьку владу було впроваджено на більшій частині Північної, Західної і Центральної Африки на рубежі століть (у тому числі сучасних держав Мавританія, Сенегал, Гвінея, Малі, Кот-д'Івуар, Бенін, Нігер, Чад, Центральноафриканська Республіка, Республіка Конго), Ця область була розділена на дві території: Французька Західна Африка і Французька Екваторіальна Африка. А також східно-африканський прибережний анклав Джибуті (Французьке Сомалі). Через Агадірську кризу в 1911 році, Британія підтримує Францію та Марокко стає французьким протекторатом.
У цей час, Франція заснували колонії в південній частині Тихого океану, включаючи Нову Каледонію, декілька груп островів, створили Французьку Полінезію (в тому числі Острови Товариства, Маркізькі, Туамоту), і встановила спільний контроль над Новими Гебридами з Англією.
Останніми територіальними завоюваннями Франції були захоплені після Першої світової війни, колишні області Османської імперії. Було створено підмандатну територію у Сирії і Лівані. Крім того Франція отримала німецькі довоєнні колонії: Того і Камерун.

## Руйнація імперії

Плакат символізує французьку колоніальну імперію під гаслом: «Три кольори, один прапор, одна імперія»

Розпад французької колоніальної імперії почався під час Другої світової війни, коли різні частини імперії були окуповані іншими країнами (Японія окупувала Індокитай, Велика Британія — Сирію та Ліван, американці з англійцями — Марокко і Алжир, Німеччина — Туніс). Після 1945 всі території повернулися до Франції, яка незабаром взяла участь у довгій й кривавій війні в Індокитаї. В результаті цієї війни В'єтнам домігся виведення французьких військ та підписання Женевського договору в 1954 році, згідно з якам В'єтнам було поділено на дві незалежні держави по 17 паралелі. Незабаром спалахнула інша війна — цього разу за незалежність Алжиру. Конфлікт був вельми символічним, так як Алжир був найстарішою французькою колонією. В Алжирі мешкало багато європейських поселенців (П'є-нуар), які були змушені тікати. Франкоалжирці і харкіс воювали на боці Франції, але були залишені без допомоги пізніше, коли французькі війська покинули країну в 1962 році і тому зазнали репатріації.
Французький союз був замінений на Французьку Спільноту через прийняття нової Конституції у 1958 році, яка була скасована у 1960 року через те, що більшість французьких колоній в Африці оголосили незалежність у цьому році. Рік відомий як «Рік Африки».

## Сучасні французькі заморські території
Наразі збереглася лише мала частина цієї величезної імперії у наступних теренах:
- Заморські департаменти: Французька Гвіана, Гваделупа, Майотта, Мартиніка, Реюньйон
- Заморські спільноти: Французька Полінезія, Сен-Бартельмі, Сен-Мартен, Сен-П'єр і Мікелон, Волліс і Футуна
- Спеціальний статус: Нова Каледонія